# La Correspondencia de San Fernando
La Correspondencia de San Fernando fue un periódico español editado en San Fernando entre 1890 y 1938.

## Historia
Fundado por Marciano González Valdés, en 1890, fue uno de los diarios de San Fernando que mayor duración tuvo. A lo largo de su existencia fue un diario conservador, aunque de línea editorial independiente. Por lo general fue una publicación poco política y con ventas bajas. Desapareció en 1938, víctima de la carencia de medios.